# Stoczek (Białowieża)
Stoczek – dawna wieś, od 1998 niestandaryzowana część wsi Białowieża w Polsce, położona w województwie podlaskim, w powiecie hajnowskim, w gminie Białowieża, na obszarze Puszczy Białowieskiej.
Rozpościera się wzdłuż ulicy o nazwie Stoczek, w centrum Białowieży, ciągnącej się od urzędu pocztowego i cerkwi św. Mikołaja na wschód do kościoła św. Teresy, a następnie ku południu aż po Polanę Białowieską. Cały ciąg ulicy Stoczek wynosi około 3,3 km.
Dawniej samodzielna miejscowość. W 1933 roku weszła w skład gromady Stoczek w gminie Białowieża. Za II RP Stoczek był największą wsią skupienia osadniczego Białowieża, licząca 250 mieszkańców.
1 czerwca 1952 zniesiono istniejące od 1934 roku gromady Stoczek, Zastawa i Podolany (z Podolanami i Białowieżą), tworząc z nich wspólną gromadę o nazwie Białowieża.
W latach 1975–1998 Stoczek administracyjnie należał do województwa białostockiego.
21 grudnia 1998 zniesiono nazwę Stoczek.
Uwaga: Nie mylić z pobliskim Stoczkiem.